# Wärmewende
Die Wärmewende (englisch energy transition in heating) ist neben der Stromwende und der Verkehrswende eine der drei Säulen der Energiewende. Ziel der Energiewende ist es, den Verbrauch fossiler Brennstoffe drastisch zu reduzieren oder im Idealfall auf Null zu senken, also Klimaneutralität zu erreichen. Damit soll der mit der Verbrennung von fossilen Energieträgern verbundene Ausstoß von Treibhausgasen beendet und somit die weitere Erderwärmung verhindert werden.
Da der Gebäudesektor eine erhebliche Quelle für Treibhausgasemissionen ist, ist aus Klimaschutzgründen eine Umstellung der Wärmeversorgung nötig. Diese „Wärmewende“ basiert dabei auf zwei grundlegenden Strategien, die sich gegenseitig ergänzen müssen: dem Einsatz erneuerbarer Energien sowie der Steigerung der Energieeffizienz.
Die Wärmewende ist ein sozialer Prozess und kann – wie viele andere soziale Prozesse auch – durch politische Entscheidungen beeinflusst werden.

## Einsatz erneuerbarer Energien
In den Ländern der Europäischen Union und weltweit wurden im Wärmemarkt bisher sehr unterschiedliche Strategien mit sehr unterschiedlichem Erfolg verfolgt. Als Bausteine einer Wärmewende kommen beispielsweise zur Anwendung:
- die systematische Abdeckung des großstädtischen privaten und industriellen Wärmebedarfs durch Fernwärme, auch mit Kontrahierungszwang,[2] sowie in Form von Kalten Nahwärmenetzen,
- der Einsatz von nicht-fossil gespeisten Kraft-Wärme-Kopplungsanlagen, die Strom und Wärme liefern, jedoch fossile Lock-in-Effekte vermeiden
- die systematische Einspeisung von Abwärme aus Industrie und Privathaushalten in Fernwärmenetze,
- der Einsatz von Wärmepumpenheizungen und
- der Ausbau von Solarthermie und Geothermie, – oftmals wieder in Verbindung mit Fern- und Nahwärmenetzen und Wärmespeichern (Saisonalspeichern).

Auch für die klimaschonende Beheizung individueller Gebäude gibt es wegen jeweils unterschiedlicher Voraussetzungen keine Musterlösung, die für alle Gebäude gleichermaßen einsetzbar wäre.
Zum Umstieg auf erneuerbare Wärmetechnologien werden aufgrund der inzwischen kostengünstigen Versorgung mit Strom aus Windkraft- und Photovoltaikanlagen Wärmepumpenheizungen bevorzugt. In holzreichen Gebieten können Pellet- oder Hackschnitzelheizungen weiterhin eine Rolle spielen.
Es ist noch nicht vorhersehbar, in welchem Umfang die bestehenden Gasverteilnetze in Zukunft zur Versorgung mit Biogas oder Wasserstoff aus erneuerbaren Quellen verwendet werden.
Wasserstoff wird nach derzeitigem Forschungsstand in der Wärmewende vermutlich keine große Rolle spielen, siehe dazu unten das Kapitel Zukunftsperspektive ‚Wärmewende und Wasserstoffwirtschaft‘.

## Steigerung der Energieeffizienz
Die zweite Säule der Wärmewende sind Maßnahmen zur systematischen Steigerung der Energieeffizienz von Gebäuden, wie sie in Deutschland in der Energieeinsparverordnung hinterlegt sind.
Das größte Potenzial liegt im Bereich des Heizenergiebedarfs Heizbedarfs von Neubauten ebenso wie bei Gebäudesanierungen.
Um Maßnahmen zur energetischen Sanierung von Bestandsgebäuden effizient umsetzen zu können, wurde eine Wohngebäudetypologie mit angepassten Musterlösungen erstellt.
In den Niederlanden wurde das Konzept der Energiesprong-Sanierung erarbeitet, die sich neben dem Einsatz erneuerbarer Energien auf die serielle energetische Sanierung mit vorgefertigten Wand- und Dachelementen fokussiert.

## Vorbild Dänische Wärmewende
Im Jahr 1973 löste die Ölkrise durch hohe Energiepreise in vielen Industrieländern schwere Rezessionen aus. Auch die dänische Wirtschaft, deren Energieversorgung stark von Ölimporten abhing, war stark betroffen. In der Folge wurde 1979 das Wärmeversorgungsgesetz beschlossen. Dieses verpflichtete alle Kommunen zu einer sogenannten Wärmeplanung. Diese gilt seit 1990 als abgeschlossen. Eine wesentliche Säule dieser Wärmeplanung war die Planung und der Bau von Fernwärmenetzen. Die Kommunen legten dabei Vorranggebiete für Nah- und Fernwärmegebiete fest. Für anliegende Haushalte besteht Kontrahierungszwang, d. h. sie müssen ihren Wärmebedarf aus dem Wärmenetz beziehen. Der Betrieb der Wärmenetze erfolgt nach dem Gemeinnützigkeitsprinzip: es muss kostendeckend operiert werden, es dürfen keine Gewinne erwirtschaftet werden, Überschüsse müssen zurückgezahlt oder in Projekte zur Verbesserung des Wärmenetzes investiert werden – das soll für faire und stabile Preise sorgen. Gleichzeitig wird der Verbraucherschutz auch durch Preistransparenz gewährleistet. Um den (Aus)Bau von Wärmenetzen zu finanzieren, können Kommunen auf günstige Darlehen der Finanzinstitution KommuneKredit zurückgreifen. Sie befindet sich im Besitz aller dänischen Kommunen und Regionen. Ihre Aufgabe ist es, nachhaltige Projekte auf lokaler Ebene zu günstigen Konditionen zu ermöglichen.
Weiterhin wurden ab 2013 Öl- und Gasheizungen in Neubauten verboten. Seit 2016 dürfen alte Heizkessel fossiler Heizungen nicht mehr durch neue Pendants ersetzt werden. Darüber hinaus werden fossile Energieträger hoch besteuert.
Die Wärme wird zu einem hohen Anteil erneuerbar erzeugt. Die wesentlichen Energieträger sind dabei Biomasse und Solarthermie. Die Stromerzeugung muss, wenn möglich, mit Kraft-Wärme-Kopplung erfolgen. Auch überschüssiger Windstrom wird zur Wärmeerzeugung genutzt, womit der Wärmemarkt zur Stabilisierung des Stromnetzes beiträgt. Erneuerbare Energieträger sind von der Energiesteuer befreit.
Die solare Wärme des Sommers wird mit saisonalen Speichern mit einem Fassungsvermögen von bis zu 120.000 Kubikmetern auch für den Winter nutzbar gemacht.
Derzeit werden 64 Prozent der dänischen Haushalte mit Fernwärme versorgt, in Kopenhagen sogar bis zu 98 Prozent. 68 Prozent der Fernwärme wird mit Kraft-Wärme-Kopplung erzeugt. 40 Prozent des Wärmebedarfs in Dänemark stammen aus Erneuerbaren Energien, in Fernwärmenetzen sind es sogar 50 Prozent. Nur 15 Prozent der dänischen Haushalte heizen noch mit Erdgas, nur acht Prozent mit Öl. Im Vergleich dazu heizen in Deutschland nur 14 % der Haushalte mit Fernwärme.

## Wärmewende in Deutschland
Wärme ist für mehr als 50 Prozent des gesamten deutschen Endenergieverbrauchs verantwortlich. Sie wird als Raumwärme, für Klimatisierungszwecke, für Warmwasser und Prozesswärme oder zur Kälteerzeugung genutzt. Raumwärme und die ⁠Prozesswärme⁠ haben sektorübergreifend allein Anteile von knapp 30 % bzw. gut 20 % am Endenergieverbrauch. Etwa 30 % des deutschen CO2-Ausstoßes entstehen im Wärmesektor. Wichtig bei der Wärmewende ist nicht nur eine Erfassung des Wärmebedarfs, sondern auch des Kältebedarfs, da die Klimatisierung von Gebäuden mit fortschreitender Globaler Erwärmung immer wichtiger wird.
Die Wärmewende war 2015 Schwerpunktthema der Jahrestagung des Forschungsverbundes Erneuerbare Energien. Auch die Jahrestagung 2022 befasste sich mit „Forschung für die Wärmewende“.

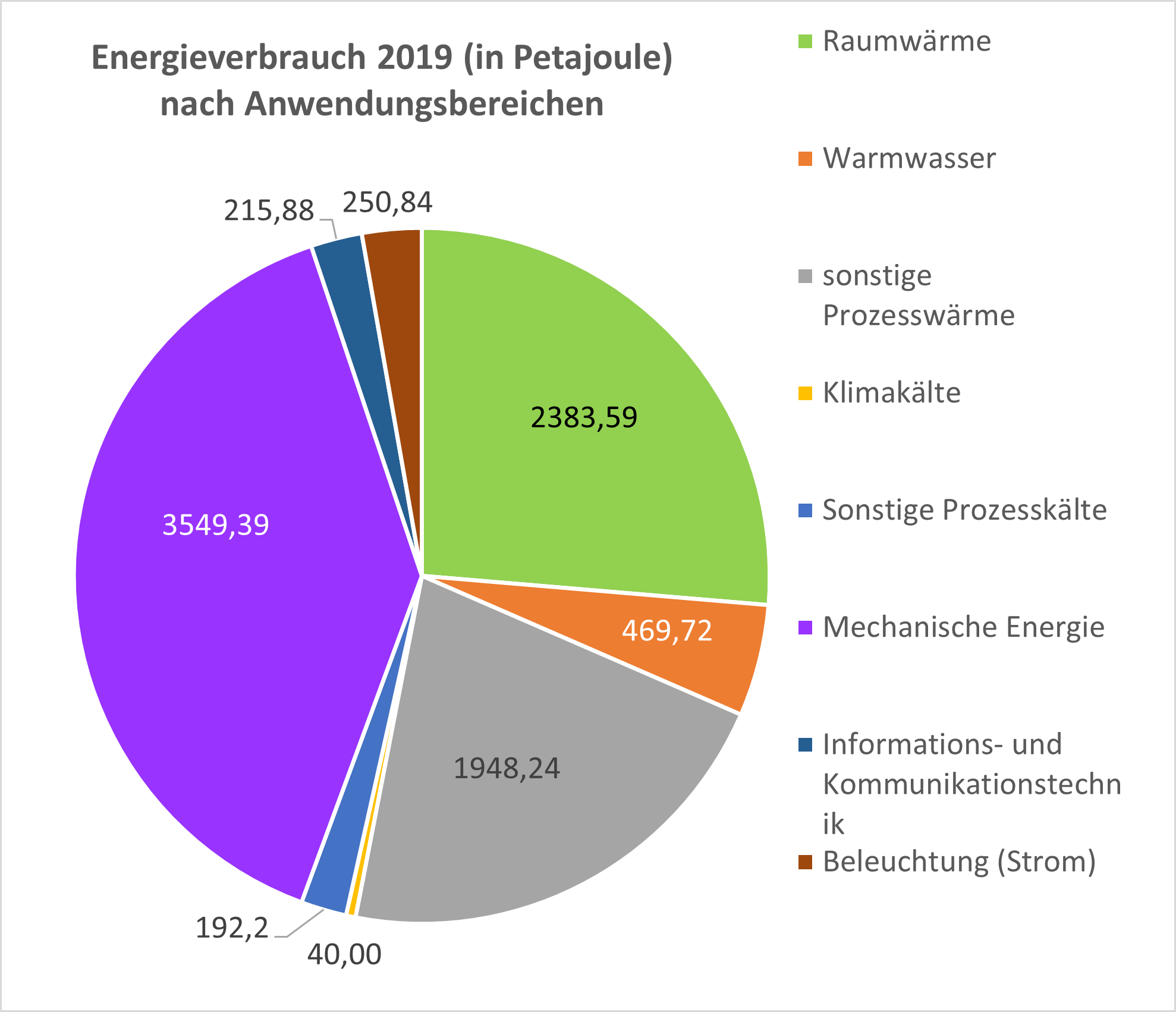
Endenergieverbrauch nach Anwendungsbereichen (Deutschland), Daten AG Energiebilanzen

### Zahlen im deutschen Wärmemarkt
In Deutschland werden 48,2 % der Wohnungen mit Erdgas beheizt, 25,6 % mit Öl und 13,9 % mit Fernwärme. Der Anteil erneuerbarer Energien an der Wärmebereitstellung stieg von 1990 bis 2021 von 2,1 % auf 16,5 % an. Mit einem Anteil von fast 3/4 leistet Biomasse, hauptsächlich Holz und Holzprodukte, den größten Beitrag zur Bereitstellung erneuerbarer Wärme. Solarthermie, Geothermie und Umweltwärme stellen gemäß Stand 2021 14,0 % der erneuerbaren Wärme zur Verfügung.
Bei einer Fernwärmeversorgung liegt der mittlere Anteil erneuerbarer Energien geringfügig über dem bundesweiten Durchschnitt bei 17,8 % (2020).
Der Wärmebedarf insgesamt blieb bis auf jahreszeitliche Schwankungen in den letzten Jahren in Deutschland weitgehend unverändert.

### Wärmestrategie der Bundesregierung

#### Ursprüngliche deutsche Wärmestrategie
Der Wärmesektor wurde beim Klimaschutz in Deutschland lange vernachlässigt. Dirigistische Planungen durch die Kommunen, wie sie in den skandinavischen Ländern zur Senkung des Primärenergiebedarfs im Wärmesektor genutzt werden, wurden in Deutschland in der Vergangenheit abgelehnt. Gleichwohl wussten und wissen die Verantwortlichen in den zuständigen Ministerien zahlreicher vergangener und gegenwärtiger Regierungen um die bedeutende Rolle der Kommunen für die Wärmewende, wobei bislang in Deutschland in Sachen Wärmewende – anders als in Skandinavien – bei den Umbauprozessen auf Freiwilligkeit der Liegenschafts- und Immobilienbesitzer gesetzt wurde. Eine Zeit lang lag der Fokus der Regierungsbemühungen der Bundesregierung auf individueller Gebäudesanierung. So heißt es im Konzept der Bundesregierung für eine sichere und nachhaltige Energieversorgung vom September 2010:
Die überwiegende Mehrheit der Heizungssysteme entspricht nicht dem Stand der Technik. Die Szenarien belegen, die energetische Sanierung des Gebäudebestands ist der zentrale Schlüssel zur Modernisierung der Energieversorgung und zum Erreichen der Klimaschutzziele. Unser zentrales Ziel ist es deshalb, den Wärmebedarf des Gebäudebestandes langfristig mit dem Ziel zu senken, bis 2050 nahezu einen klimaneutralen Gebäudebestand zu haben. Klimaneutral heißt, dass die Gebäude nur noch einen sehr geringen Energiebedarf aufweisen und der verbleibende Energiebedarf überwiegend durch erneuerbare Energien gedeckt wird. Dafür ist die Verdopplung der energetischen Sanierungsrate von jährlich etwa 1 % auf 2 % erforderlich. Bis 2020 wollen wir eine Reduzierung des Wärmebedarfs um 20 % erreichen.
Maßnahmen zur Erreichung dieser Ziele waren:
- die Energieeinsparverordnung (EnEV) mit Anforderungen an Neubauten und bei Sanierungen im Bestand und
- das Erneuerbare-Energien-Wärmegesetz (EEWärmeG), das ebenfalls auf Neubauten abzielt.

Die im Konzept geforderte Sanierungsquote wurde zwar später als politische Zielgröße in Frage gestellt, eine kleine Anfrage der FDP im Mai 2021 bestätigte jedoch eine bis dahin unverändert niedrige Sanierungsquote von ca. 1 % trotz hoher Aufwände auf Seiten des Staates und der Immobilienbesitzer und weiterhin, dass der CO2-Ausstoß im Gebäudesektor in den letzten drei Jahren nicht gesunken war.
Das Stichwort „Fernwärme“ kommt in dem ursprünglichen Konzept der Bundesregierung nicht vor. Kraft-Wärme-Kopplung wird nur zweimal erwähnt, sie soll bei Biomasse-Erzeugungsanlagen und bei hocheffizienten und CCS-fähigen Kraftwerken kleiner (kommunaler) Anbieter gefördert werden. Noch 2015 wurde unter energetischer Sanierung auch oder sogar vorrangig der Austausch alter Heizkessel durch moderne Erdgasheizungen gesehen. Eine Maßnahme, die nach Einschätzung einschlägiger Branchenverbände bis zu 40 % CO2-Einsparung ermöglichen sollte.
Die Schwäche einer solchen Strategie, die ganz auf billigem russischen Erdgas basiert, wurde mit dem Ausbruch des Ukrainekriegs offensichtlich. Wegen des stark gestiegenen Preises für Erdgas liefern Großwärmepumpen, Geothermie, Solarthermie und Biomasse plötzlich deutlich günstiger Fernwärme als mit Erdgas befeuerte Anlagen. Infolgedessen kündigte die Bundesregierung im Jahr 2022 an, Erneuerbare Wärmeerzeugung und Großwärmepumpen in Wärmenetzen sowie den Ausbau der Fernwärme binnen vier Jahren mit 3,8 Mrd. Euro zu fördern.

#### Auswirkungen des Krieges in der Ukraine
Mit dem Russischen Überfall auf die Ukraine gewann, zusätzlich zum Klimaschutz, das Ziel an Bedeutung, die Abhängigkeit vom Import fossiler Energie zu reduzieren. Viele Hausbesitzer erhoffen sich, mit einer Wärmepumpe gegen weiter steigende Energiepreise absichern zu können. Ab 2024 sollen jährlich, gemäß Plänen der Ampelregierung, mehr als eine halbe Million Wärmepumpen pro Jahr installiert werden. 2021 wurden in Deutschland fast 180.000 Wärmepumpen verkauft.
Die „Fraunhofer-Einrichtung für Energieinfrastrukturen und Geothermie“ mit Forschungsstellen in Bochum, Cottbus und anderswo propagiert eine Deckung des deutschen Wärmebedarfs über eine Infrastruktur mit Geothermie, auch mit transkommunalen Wärmenetzen und Tiefen-Wärmespeichern, die auch für die Einspeisung anderer erneuerbarer Energien geeignet ist.
Am 25. April 2023 ist in der Europäischen Union die Reform des bestehenden EU-Emissionshandelssystems ETS beschlossen worden. Grünes Licht gegeben wurde dabei auch für ein separates Emissionshandelssystem für Verkehr und Gebäude, das 2027 starten soll, sowie für neue Regeln für den Emissionshandel in der Luft- und Schifffahrt.

#### Kommunale Wärmeplanung und Novellierung des Gebäudeenergiegesetzes
Dass die koordinierende Rolle der Kommunen bei Stadt- und Quartiersplanungen gestärkt werden sollte, da nur so die übergeordneten Ziele zur Wärmewende in Angriff genommen und kontrolliert werden können, ist auf Seiten der Wissenschaft bereits seit längerem erkannt. Kommunen brauchen deswegen Planung, um Möglichkeiten der lokalen Wärmewende zu beleuchten und Strategien und Maßnahmen gemeinsam mit den Akteuren vor Ort entwickeln zu können.
Eine solche Planung geht weit über Versorgungskonzepte von Einzelgebäuden hinaus; sie integriert vielmehr Fälle von Gebäuden und Liegenschaften in Wärmeinfrastruktur-Entwicklungsplänen und -Bauplänen für Quartiere oder für Kommunen in Teilen oder im Ganzen.
Am 12. Juni 2023 haben Bundesbauministerin Klara Geywitz und Bundeswirtschaftsminister Robert Habeck zu einem Fernwärmegipfel nach Berlin eingeladen, um mit Vertretern von Wirtschafts-, Verbraucher- und Immobilienorganisationen über den Aus- und Umbau der Wärmenetze zu sprechen. Etwa zwei Drittel der Wärme in den Fernwärmenetzen wird derzeit aus fossilen Energieträgern erzeugt. „Die Vertreterinnen und Vertreter des heutigen Treffens haben bekräftigt, dass bis 2030 insgesamt die Hälfte der Wärme in den Netzen klimaneutral erzeugt werden soll“, sagte Habeck am Gipfeltag. Wer sich an ein geplantes Fernwärmenetz anschließen lassen will, soll weiterhin von der Pflicht zum Einbau einer Heizung befreit werden, welche die künftig vorgeschriebene 65-Prozent-Vorgabe für erneuerbare Energien erfüllt.
Am 13./14. Juni 2023 haben sich die Parteien der Ampel-Regierung unter Bundeskanzler Olaf Scholz bezüglich des vom Bundesbauministerium vorgelegten Gesetzesentwurfs zur kommunalen Wärmeplanung sowie zur Novellierung der aus dem Energieressort stammenden, heizungsspezifischen Abschnitte im Gebäudeenergiegesetz (GEG) in einem Kompromiss geeinigt: Danach soll eine verpflichtende kommunale Wärmeplanung in den Kommunen der Bundesrepublik Deutschland bis spätestens 30. Juni 2028 eingeführt werden. Unter den Kommunen sollen große Städte – Städte mit mehr als 100.000 Einwohnern – ihre kommunale Wärmeplanung allerdings bereits vorher, nämlich bis spätestens 30. Juni 2026, vorlegen müssen. Gemeinden mit bis zu 10.000 Einwohnern, die bis spätestens 30. Juni 2028 ihre Wärmeplanung zu erarbeiten haben, wird ein vereinfachtes Wärmeplanungsverfahren ermöglicht.
Der Wärmeplan der Kommune vor Ort soll aufzeigen, ob ein bestimmtes Bestandsgebäude, da, wo es steht, aufgrund von Planungen an eine klimafreundliche Versorgung aus einem Wärmenetz angeschlossen werden kann oder nicht, und damit nach dem Willen der Bundesregierung dessen Besitzer Planungs- und Investitionssicherheit für den Heizungsumbau gewährleisten.
Zudem soll die staatliche Förderung noch einmal aufgestockt werden. Der Gesetzesentwurf zum Wärmeplanungsgesetz enthält keinen Anschluss- und Benutzungszwang für Wärmenetze, so Bundesbauministerin Klara Geywitz.
Gebäudeenergiegesetz (Trivialname: „Heizungsgesetz“) und Wärmeplanungsgesetz, die beide in enger Verzahnung stehen, sind im Spätfrühling/Sommer/Herbst 2023 im deutschen Bundestag beraten und beschlossen worden und sind zum 1. Januar 2024 rechtswirksam geworden.

#### Übergangsregelungen und 65%-Regelung
Solange noch kein kommunaler Wärmeplan der Kommune vor Ort vorliegt, dürfen beim Heizungstausch in Bestandsbauten auch noch Gasheizungen eingebaut werden, falls diese auf Wasserstoff umrüstbar sind. Solche Erdgasheizungen heißen „H2-ready“. Ebenfalls im Zuge des Heizungstauschs in Bestandsbauten eingebaut werden dürfen Heizungen, die mit Biomethan betrieben werden können. Das ursprünglich anvisierte Verbot des Einbaus von Öl- und Gasheizungen ab dem 1. Januar 2024 ist damit abgewendet. Verboten ist der Einbau von Öl- und Gasheizungen also nicht; ob es gegenwärtig betriebswirtschaftlich noch Sinn macht, eine Öl- oder Gasheizung einzubauen, ist allerdings eine völlig andere Sache.
Heizungen, die ab dem 1. Januar 2024 in Neubauten in Neubaugebieten eingebaut werden, müssen mindestens 65 Prozent CO2-Neutralität aufweisen, d. h. zu mindestens diesem Prozentsatz aus erneuerbaren Energien gespeist sein.
Für Heizungen in Bestandsbauten sowie für in Baulücken gelegenen Neubauten sollen die Mindestens-65-Prozent-Erneuerbare-Energien-Regelung und mit ihr die Vorgaben des Gebäudeenergiegesetzes erst zur Wirkung gelangen, wenn der kommunale Wärmeplan vor Ort vorliegt. Reparaturen an den alten Heizungen sind zwischenzeitlich noch erlaubt, solange die Übergangsphase läuft.

#### Weitere beschlossene Gesetzesänderungen
Das zum 1. Januar 2024 rechtswirksam werdende Gebäudeenergiegesetz betrifft nicht nur die Mindestens-65-Prozent-Erneuerbare-Energien-Regelung für Gebäudeheizungen mit ihren vielfältigen Details; vielmehr hält es für Eigenheimbesitzer noch eine Reihe weiterer Gesetzesänderungen bereit:
- Heizungsanlagen, die Wasser als Wärmeträger verwenden und nach dem 1. Oktober 2009 installiert wurden, müssen innerhalb von 15 Jahren nach der Installation einer Kontrollprüfung unterzogen werden.[39] Diese Überprüfung muss innerhalb eines Jahres nach Ablauf dieser 15 Jahre durchgeführt werden.[39] Es sind jedoch Ausnahmen vorgesehen, die in der Gesetzesnovelle berücksichtigt werden sollen.[39]
- Spätestens bei einem Austausch von Rohren für Warmwasser oder Heizungsanlagen – beispielsweise nach Renovierungen oder aufgrund eines Rohrbruchs in der Heizung – ist es zwingend erforderlich, die Rohre in puncto Wärme zu dämmen, falls dies noch nicht geschehen ist. Die durchschnittliche Oberflächentemperatur der Rohre oder Leitungen darf an der Außenoberfläche der Dämmung 40 Grad Celsius nicht überschreiten.[39] Freiliegende Rohre sind von da an nicht mehr zulässig.[39] Gemäß der Gesetzesnovelle müssen Wärmedämmmaterialien mit geringer Wärmeleitfähigkeit verwendet werden.[39]
- Wärmepumpen, die als Komponenten in Heizungsanlagen in Gebäuden dienen oder in Gebäudenetzwerke integriert sind, müssen nach einer vollständigen Heizperiode oder spätestens zwei Jahre nach ihrer Inbetriebnahme inspiziert werden.[39]
- Wärmepumpen, die bis zum 1. Januar 2024 installiert oder aufgestellt werden und keiner Fernüberwachung unterliegen, müssen bis spätestens zum 1. Januar 2029 einer Betriebskontrolle unterzogen werden.[39] Auch für gesteuerte, in der Stromentnahme vom Verteilnetzbetreiber fernüberwachte Wärmepumpen gibt es Betriebskontrollfristen.

#### Treibende Kraft der Wärmewende
Das Gebäudeenergiegesetz ist Teil mehrerer Gesetze, von denen einige auf europäische Vorgaben zum Klimaschutz zurückgehen. Der Gebäudesektor, vor allem die Heizungen, produzieren einen Großteil der CO2-Emissionen in Europa und in Deutschland. Besagte Emissionen sollen reduziert werden. Deshalb wurde schon ein CO2-Preis für fossile Brennstoffe für Kraftstoff-Lieferanten, zu denen auch Heizöl-Lieferanten und Gas-Energieversorger gehören, eingeführt, ähnlich dem, der bereits für die Industrie und für Kraftwerke gilt. Für jede Tonne ausgestoßenes CO2 muss gemäß Brennstoffemissionshandelsgesetz ein Preis bezahlt werden, der in Jahresschritten von der Regierung neu festgesetzt (i. d. R. erhöht) wird – eine Ausnahme bildete die Corona-Zeit. Aktuell etwa soll zum 1. Januar 2025 der Preis von 45 €/t CO2 auf 55 €/t CO2 erhöht werden. Die Versorger und Lieferanten reichen die CO2-Bepreisung an die Verbraucher weiter. Im Prinzip soll die Regierung festlegen, wie viel CO2 ausgestoßen werden darf. Der Preis bildet sich dann am Markt. Bei den Brennstoffen, also bei Benzin, Diesel, Heizöl und Gas, ist das derzeit noch andersherum: Die Regierung legt den Preis fest und die Menge ergibt sich dann. Ab 2027 (einhergehend mit der ETS2-Einführung) wird das umgedreht. Dann wird die Menge von der Regierung festgelegt – die ergibt sich aus den Klimazielen – und der Preis bildet sich am Markt. Die meisten Experten gehen davon aus, dass der Preis dann beträchtlich ansteigen wird. Gas und Öl werden dann voraussichtlich in relativ kurzer Zeit teurer. (So prognostiziert das Kopernikus-Projekt „Ariadne“ des Potsdam-Instituts für Klimafolgenforschung für das Jahr 2030 für den Gebäudesektor CO2-Preise zwischen etwa 100 und 140 €/t CO2, mit einer möglichen Steigerung bis über 300 €/t CO2 im Jahr 2040.) Ab 2029 kommen für Gasheizungsbesitzer dann noch die Kosten für die Beimengung des „klimaneutralen Gasanteils“ (etwa in Form von Biomethan oder klimaneutralem Wasserstoff (siehe unten)) zum Erdgas gemäß EU-Vorgabe hinzu. Das Heizungsgesetz sollte eigentlich einen Anreiz dafür darstellen, beizeiten eine Heizung einzubauen, die nicht mit Öl und Gas betrieben wird, damit die Menschen nicht am Stichtag 2027 durch die dann Brennstoffmengen-gesteuerte, Markt-generierte CO2-Bepreisung (und im Besonderen Gasheizungsbesitzer darüber hinaus 2029, 2035, 2040 durch die Zusatzkosten aus dem zum Erdgas beigemengten, stufenweise ansteigenden „klimaneutralen Gasanteil“) eine deutlich höhere Heizöl- oder Gasrechnung bekommen. Und nicht zuletzt auch, damit die Menge an verbrauchtem Heizöl bzw. Gas bis dahin insgesamt sinkt. Sicherlich werden nicht wenige Heizungsbesitzer auf eine Wärmepumpe erst noch hinsparen müssen. Klar ist: die perspektivisch steigenden Verbrauchspreise für Öl und Gas werden die Verbraucher dazu anstoßen, sich von Öl- und Gasheizungen zu trennen. Darin wird wohl eine der treibenden Kräfte der Wärmewende liegen. Es gibt aber noch weitere Gesetze, die in die gleiche Richtung gehen. Die Gasbinnenmarktrichtlinie zum Beispiel, die vorsieht, dass die örtlichen Versorger offenlegen müssen, ob sich die lokalen bzw. regionalen Gasnetze noch wirtschaftlich betreiben lassen. Ist dies nicht der Fall, dann sollen sie stillgelegt werden. Da absehbar immer mehr Menschen mit Fernwärme oder Wärmepumpe heizen werden, sinkt perspektivisch die Zahl der Gasanschlüsse. Damit müssen immer weniger Gasverbraucher, was mit immer weniger Gasanschlüssen einhergeht, das Netz finanzieren: die Kosten für den einzelnen Gasabnehmer steigen pro Gasanschluss – dies schlägt sich in den sogenannten „Gasnetznutzungsentgelten“ nieder; der Betrieb eines von sinkender Gasanschlussanzahl geprägten Gasnetzes mit zugleich sinkender Gasabnehmeranzahl wird aus Gasversorgersicht allmählich unrentabel, sofern das Gasnetz in einem Gebiet liegt, in dem nicht noch viel energieintensive Industrie angeschlossen ist, sodass nicht noch perspektivisch die Aussicht besteht, das Netz in ein Wasserstoffnetz für grünen Wasserstoff umzuwandeln – ein eher selten zu erwartendes Szenario. Sofern nicht bereits geschehen, werden Gasversorger in vielen praktischen Fällen verstärkt daran arbeiten, Gegenden des Wohnens, von Dienstleistungen und von nicht-energieintensiver Industrie einerseits und Areale der energieintensiven Industrie andererseits voneinander zu entkoppeln und voneinander entflochten mit Gas zu versorgen, soweit das möglich ist, sodass die Umwandlung von Erdgas- in Wasserstoffnetze in Wohnquartieren, Dienstleistungsgegenden und Gegenden von nicht-energieintensiver Industrie nur äußerst selten zu erwarten ist.

### Umsetzung der Wärmewende in die Praxis

#### Auswirkung auf die Kommunen

##### (*) Kommunale Wärmeplanung
Das verabschiedete „Wärmeplanungsgesetz“ (WPG) des Bundes sieht vor, dass die rund 11.000 Kommunen in Deutschland künftig eine flächendeckende Wärmeplanung für die Gebäude in ihrem Gebiet erstellen. Diese Wärmeplanung soll den Weg zu einer klimaneutralen Wärmeversorgung aufzeigen und Planungs- und Investitionssicherheit geben. Die Kommunen sollen dabei ihre Kenntnisse und Daten zum Gebäudebestand nutzen. Häufig sind die Kommunen auch Eigentümer der Infrastruktureinrichtungen, die für eine umfassende kommunale Wärmeplanung essenziell sind.
Durch eine Erhöhung des Wärmepumpenbestandes in Gebäuden, der Steigerung der Energieeffizienz der Gebäude und Anlagen oder dem Bau von Wärmenetzen sollen Kommunen eine zentrale Rolle bei der Umsetzung der Wärmewende übernehmen.
Die Wärmeplanung beantwortet dabei unter anderem die folgenden Fragen:
- Welche Gebäude können eventuell an ein bereits bestehendes Wärmenetz angeschlossen werden und wo sind neue Netze sinnvoll?[44]
- Können vor Ort Nahwärme, Fernwärme – mit oder ohne Geothermie – genutzt werden?
- Stehen in der Region Biogas oder künftig auch grüner Wasserstoff oder Solarthermie zur Verfügung?[44]
- Auch Abwärme (aus Industrieprozessen, Rechenzentren,[47][48] Abwasser[49] oder Gewässern) kann für eine Nutzung in Frage kommen.

Örtliche Wärmequellen sollen von der kommunalen Wärmeplanung erfasst und, soweit technisch sinnvoll nutzbar, herangezogen werden.
Technologien wie saisonale Wärmespeicher, Großwärmepumpen und Power-to-Heat-Anlagen können die Wärmewende auf der kommunalen Ebene unterstützen.
Der Einsatz von Biomasse wird dagegen auf die Gewinnung von Wärme in über-fünfzig-kilometrigen Wärmenetzen begrenzt: Dort darf der Energieträgeranteil an Biomasse zur Wärmegewinnung ab 2045 nicht mehr als 15 Prozent betragen.
Bundesländer wie Baden-Württemberg, Hessen, Niedersachsen und Schleswig-Holstein haben bereits entsprechende Gesetze zur regionalen Wärmeplanung verabschiedet.  So müssen Regionen und Kommunen in Hessen spätestens ab dem 29. November 2023 ihre Wärmeplanungen in Angriff nehmen, in Baden-Württemberg bis spätestens 31. Dezember 2023, in Schleswig-Holstein bis 31. Dezember 2024 und in Niedersachsen bis 31. Dezember 2026 ihre Wärmeplanungen vollenden und ihre Wärmepläne vorlegen.
Der baden-württembergische Ministerpräsident Winfried Kretschmann warnte deswegen vor einer möglichen Benachteiligung dieser vier Länder. Bereits existierende Wärmepläne auf der Grundlage landesrechtlicher Regelungen haben Bestandsschutz. Das Gleiche gilt für Wärmepläne, die einige Städte auch ohne landesrechtliche Grundlage auf den Weg gebracht haben, sofern die jeweilige Planung mit den Anforderungen des mittlerweile verabschiedeten Wärmeplanungsgesetzes vergleichbar ist. Allerdings müssen die besagten Städte bei der Fortschreibung bestehender Wärmepläne die Vorgaben des neuen Gesetzes berücksichtigen.
Um den Kommunen die Erfüllung ihrer Pflicht zu erleichtern, hat die Klimaschutz- und Energieagentur Niedersachsen (KEAN) einen Leitfaden zur Kommunalen Wärmeplanung entwickelt. Dieser beinhaltet Informationen und Hilfestellungen für die Kommunen zur Planung und Umsetzung der Wärmeplanung, etwa durch die Vorstellung bereits vorhandener Technologien, Fördermöglichkeiten und Best-Practice Beispiele.

##### (*) Unzureichende finanzielle Ausstattung der Kommunen durch den Bund
Die Wärmeplanung der Kommunen soll vom Bund mit 500 Mio. Euro aus dem Klima- und Transformationsfonds bezuschusst werden. Nachdem das Bundesverfassungsgericht am 15. November 2023 bewilligte Kreditermächtigungen in Höhe von 60 Mrd. Euro für nicht verfassungsgemäß und nichtig erklärt hatte, sperrte das Finanzministerium zwar vorläufig den Wirtschaftsplan des KTF, nahm jedoch Maßnahmen für Erneuerbare Energien und mehr Energie-Effizienz bei der Wärmewende in Gebäuden davon aus. Ansonsten sind die Förderungen der Ampel-Regierung in Sachen Heizung jedoch im Wesentlichen an private Eigenheimbesitzer adressiert. Damit ist allerdings bezüglich der finanziellen Unterfütterung der Umsetzung der Wärmewende in den Liegenschaften, die den Kommunen gehören, noch nichts unternommen. Auch die Kommunen benötigen finanzielle Unterstützung, um Schulen, Krankenhäuser in kommunaler Hand und Verwaltungsgebäude in Sachen Heizung umzurüsten. Kommt das Gebäudeenergiegesetz wie vorgesehen, müssen laut Deutschem Städte- und Gemeindebund jährlich 7.000 Heizungsanlagen auf Erneuerbare Energien umgerüstet oder neu eingebaut werden. Die jährlichen Mehrkosten bezifferte der Verband auf 400 Millionen Euro (genauer sind es 385,7 Millionen). Zwar sei davon auszugehen, dass sich die Kosten über die Betriebszeiten amortisierten. Aber der jährliche Investitionsbedarf sei enorm, sagte dessen Hauptgeschäftsführer Gerd Landsberg. Hinzu kämen in zahllosen Fällen noch teure energetische Sanierungen, weil fast 60 Prozent der Gebäude der Kommunen 45 Jahre oder älter seien. 135.000 kommunale Gebäude müssen nach Berechnungen des Kommunalverbands bis 2045 mit einer neuen Heizung ausgestattet werden. Um die gesetzlichen Auflagen zu erfüllen, entstünden Mehrkosten von je 60.000 Euro pro Anlage gegenüber den bisherigen Ausgaben, so der Städte- und Gemeindebund nach Angaben der Neuen Osnabrücker Zeitung vom 8. Mai 2023.
{\displaystyle {\text{Jährliche Mehrkosten der Kommunen}}={\frac {60.000\;\mathrm {\euro} \times 135.000}{21\;{\text{a}}}}=385.714.286\;\mathrm {\euro} /{\text{a}}\approx 385{,}7\;{\text{Mio.}}\,\mathrm {\euro} /{\text{a}}}
(In den 21 Jahren von Anfang 2024 bis Ende 2044 kommt so eine Gesamtsumme von 8,1 Milliarden Euro zusammen.) Landsberg kritisierte, die Kommunen seien von den in Aussicht gestellten Förderungen bislang ausgeklammert.
Es kommt sogar noch schlimmer: Mit dem Wachstumschancengesetz will Finanzminister Christian Lindner die „Axt“ an die Gewerbesteuer anlegen und die sogenannte „Mindestgewinnbesteuerung“ aussetzen. Abgesehen von den finanziellen Mehrbelastungen in Höhe von 385,7 Mio. Euro pro Jahr wegen Heizungsumrüstungen in kommunalen Gebäuden kommen so entgehende Gewerbeeinnahmen in Höhe von knapp zwei Milliarden Euro pro Jahr noch oben drauf. Dies gilt bis mindestens 2028:
{\displaystyle {\text{Summarische jährliche Mehrbelastungen der Kommunen}}\approx 1{,}9\;{\text{Mrd.}}\,\mathrm {\euro} /{\text{a}}+385{,}7\;{\text{Mio.}}\,\mathrm {\euro} /{\text{a}}=1{,}9\;{\text{Mrd.}}\,\mathrm {\euro} /{\text{a}}+0{,}3857\;{\text{Mrd.}}\,\mathrm {\euro} /{\text{a}}=2{,}2857\;{\text{Mrd.}}\,\mathrm {\euro} /{\text{a}}}
Die 1,9 Milliarden Euro pro Jahr, die den Kommunen steuerlich entzogen werden, hat der Finanzminister nicht gegenfinanziert. Verena Göppert, stellvertretende Hauptgeschäftsführerin des Deutschen Städtetags, warnte, dass dies die an die Allgemeinheit bereitgestellten Dienstleistungen der Kommunen beeinträchtigen könne und dass deren Haushalte vielerorts stark angespannt seien. „Stand jetzt werden zu viele Lasten auf die Kommunen abgewälzt, das könnte sie überfordern“, so Tobias Hentze, Autor einer neuen Studie des Instituts der deutschen Wirtschaft zum Wachstumschancengesetz.

#### Auswirkungen auf Immobilienbesitzer

##### (*) Betrieb von Wärmepumpenheizungen
Ab Januar 2024 dürfen Netzbetreiber künftig den Strombezug von neuen steuerbaren Wärmepumpen oder Ladestationen einschränken, wenn eine Überlastung des Elektrizitätsnetzes droht. Das hat die Bundesnetzagentur mitgeteilt. Dabei geht es um die sogenannte „Überlastspitzenglättung“ in elektrischen Niederspannungs-Verteilnetzen. Dies ist für alljene Betreiber von elektrisch gespeisten Wärmepumpenheizungen von Bedeutung, die die Energie für ihre Wärmepumpen steuerbar aus dem Stromnetz, genauer gesagt, aus einem Niederspannungs-Verteilnetz, beziehen. Die Verteilnetzbetreiber dürfen dabei den Bezug für die Dauer der Überlastung auf bis zu 4,2 Kilowatt Mindestleistung verringern. Damit kann der Betrieb von Wärmepumpen im Überlastfall aufrechterhalten und vorübergehend auf niedrigerem Leistungsniveau fortgeführt werden. Der reguläre Haushaltsstrom sei davon nicht betroffen, so die Bundesnetzagentur.

##### (*) Möglichkeiten zur Erfüllung des 65%-Kriteriums
Um das 65-Prozent-Kriterium mindestens zu erfüllen, gibt es eine Vielzahl an Möglichkeiten: 
- Anschluss an ein Wärmenetz,
- Einbau einer elektrischen Wärmepumpe,
- Einbau einer Stromdirektheizung,
- Einbau einer solarthermischen Anlage oder
- Einbau einer Biomasseheizung (Holz, Pellets, Biogas, Biomethan).[38]

Möglich sind auch Hybridheizungen, bei denen ein erneuerbarer Anteil wie Wärmepumpe oder Solarthermie das 65-Prozent-Kriterium erfüllt. Die restliche Heizenergie kann dann zunächst aus fossilen Quellen wie Erdgas und Erdöl (genauer: das daraus hergestellte Heizöl) kommen. Andere Kombinationen aus den aufgelisteten Komponenten sind möglich, solange das 65-Prozent-Kriterium erfüllt wird.
Dass der erneuerbare 65-Prozent-Anteil bei der eingesetzten Heizenergie erreicht wird, ist für jede Heizungsanlage vor der Inbetriebnahme nachzuweisen.
Akzeptiert wird dabei auch eine neue Erdgasheizung, sofern sie künftig Wasserstoff verbrennen kann, also „H2-ready“ ist. Der Wasserstoff kann dabei (in Form von sogenanntem „grünen Wasserstoff“) erneuerbar hergestellt oder (in Form von sogenanntem „blauen Wasserstoff“) aus Erdgas mit anschließender CO2-Abscheidung und Speicherung (CCS) erzeugt sein. Die „H2-ready“-Heizung muss, um dauerhaft betrieben werden zu können, außerdem laut Wärmeplanungsgesetz in einem vom örtlichen Wärmeplan ausgewiesenen „Wasserstoffnetzausbaugebiet“ liegen, das spätestens Ende 2044 vollständig mit Wasserstoff versorgt wird. Dazu muss der Betreiber des Gasnetzes bis Ende 2028 der Kommune einen verbindlichen Umstellungsfahrplan zusichern.
Weil die Wärmepläne der Kommunen erst in einigen Jahren vorliegen, dürfen schon bestehende Heizungen in Bestandsgebäuden bis 2026 beziehungsweise 2028 auch noch durch solche ersetzt werden, die das 65-Prozent-Kriterium nicht erfüllen. Die 65 Prozent müssen dann ab dem Zeitpunkt erfüllt werden, zu dem die Kommune vor Ort den Wärmeplan vorlegt. Die Übergangsfrist, die von diesem Zeitpunkt an läuft, gibt dem Anlagenbesitzer eine gewisse Zeit, die Mindestens-65-Prozent-Erneuerbare-Energien-Vorgabe an seiner Heizungsanlage in die Praxis umzusetzen.
Wer in die Zwangslage gerät, seine Gasheizung austauschen zu müssen, ohne dass schon eine kommunale Wärmeplanung vorliegt, für den eröffnet der Gesetzgeber auch die besondere Möglichkeit, bis 2026 respektive 2028 noch eine neue Gasheizung einzubauen. Gemäß einer EU-Gesetzgebung muss diese dann ab 2029 zu 15 Prozent mit Gas aus Biomasse oder mit klimaneutralem Wasserstoff betrieben werden. Der vorgeschriebene sogenannte „klimaneutrale Gasanteil“ steigt ab 2035 auf 30, ab 2040 auf 60 Prozent; und ab 2045 sind keine fossilen Heizungen mehr erlaubt.
Bei Bestandsbauten muss ein Heizkessel bereits nach geltendem Recht nach 30 Jahren gegen einen neuen ausgetauscht werden. Dies folgt aus §72 Gebäudeenergiegesetz, wonach Öl- und Gasheizungen, die vor dem 1. Januar 1991 eingebaut wurden, nicht mehr weiterbetrieben werden dürfen. Auch Gas- und Ölheizungen, die ab 1. Januar 1991 in Betrieb genommen wurden, sind betroffen und müssen nach Ablauf von 30 Jahren verpflichtend ausgetauscht werden. Demzufolge sind früher oder später zahlreiche Öl- beziehungsweise Gasheizungen von der „Austauschpflicht“ betroffen, sobald sie entweder unreparierbar defekt geworden sind oder das Alter von 30 Jahren vollendet haben. Insbesondere gilt dies für sämtliche Anlagen mit Standard- beziehungsweise Konstanttemperaturkesseln. Ausnahmen gibt es jedoch unter anderem für:
- Niedertemperaturkessel,
- Brennwertkessel,[69]
- hybride Heizungen, bei denen Öl oder Gas mit Erneuerbaren Energien kombiniert wird

Mit Vorlage des Wärmeplans durch die Kommune vor Ort gilt in Bestandsbauten sowie bei in Baulücken gelegenen Neubauten zusätzlich zur Austauschpflicht die Mindestens-65-Prozent-Erneuerbare-Energien-Regelung. Ab 2045 dürfen Gebäude nur noch klimaneutral mit erneuerbaren Energien geheizt werden.
Bevor eine Heizungsanlage eingebaut wird, die mit einem festen, flüssigen oder gasförmigen Brennstoff betrieben wird, verlangt das Heizungsgesetz eine Pflichtberatung, die auf mögliche Auswirkungen der Wärmeplanung und eine mögliche Unwirtschaftlichkeit hinweist, vor allem wegen ansteigender CO2-Preise.

##### (*) Staatliche Förderung für Heizungen
Ab dem 1. Januar 2024 will die Ampel-Regierung die Wärmewende mit Milliarden fördern. Das Geld soll nicht aus dem normalen Bundeshaushalt kommen, sondern aus einem Sondertopf – nämlich aus dem sogenannten „Klima- und Transformationsfonds“. Festgelegt worden ist, dass unter bestimmten Voraussetzungen bis zu 70 Prozent der Investition beim Kauf einer klimafreundlicheren Heizung übernommen werden.
Grundförderung:
Für alle Haushalte soll der Einbau klimafreundlicher Heizungen in Wohn- und Nichtwohngebäude einkommensunabhängig mit 30 Prozent der Investitionskosten gefördert werden.
Effizienzbonus:
Für Wärmepumpen, die als Wärmequelle Wasser, Erdreich oder Abwasser nutzen oder ein natürliches Kältemittel (beispielsweise Propan, Butan oder Wasser) einsetzen, gibt es einen Effizienz-Bonus von zusätzlich 5 Prozent. Natürliche Kältemittel sind etwas effizienter und weniger klimaschädlich als synthetische Kältemittel. Für Biomasseheizungen wird ein Zuschlag von 2.500 Euro gewährt, wenn sie einen bestimmten Staub-Emissionsgrenzwert einhalten.
Einkommensbonus:
Wer im Eigenheim wohnt und nicht vermietet, d. h. selbstnutzender Wohneigentümer ist, und über weniger als 40.000 Euro zu versteuerndes Haushaltsjahreseinkommen verfügt, kann weitere 30 Prozent Förderung erhalten.
Klima-Geschwindigkeitsbonus:
Für selbstnutzende Wohneigentümer, die nicht vermieten, ist weiterhin ein Klima-Geschwindigkeitsbonus von 20 Prozent geplant. Den Bonus erhält, wer eine Biomasse- oder Gasheizung besitzt, die zum Zeitpunkt der Antragsstellung mindestens 20 Jahre alt ist, oder eine Öl-, Kohle-, Gasetagen- oder Nachtspeicherheizung besitzt und diese dann austauscht. Ab 2028 soll dieser Bonus um drei Prozentpunkte alle zwei Jahre sinken. Ab 1. Januar 2037 entfällt der Bonus laut Richtlinie.
zinsvergünstigte Kredite:
Neben den Investitionskostenzuschüssen sollen über die staatliche Förderbank KfW zinsvergünstigte Kredite angeboten werden von bis zu 120.000 Euro pro Wohneinheit für private Selbstnutzer von Wohngebäuden mit einem zu versteuernden Haushaltsjahreseinkommen von bis zu 90.000 Euro.
Kombination verschiedener Förderungen:
Die Förderung insgesamt ist pro Haushalt auf maximal 70 Prozent gedeckelt. Die maximal förderfähigen Investitionskosten für den Heizungstausch liegen bei 30.000 Euro für ein Einfamilienhaus oder die erste Wohnung eines Mehrfamilienhauses. In einem Mehrparteienhaus erhöhen sich die förderfähigen Kosten um jeweils 15.000 Euro für die zweite bis sechste sowie um jeweils 8.000 Euro ab der siebten Wohneinheit. Bei Nichtwohngebäuden gelten laut Ministerium Grenzen für die förderfähigen Kosten nach Quadratmeterzahl.
Neu ist, dass die Höchstgrenzen der förderfähigen Kosten für den Heizungstausch und für Effizienzmaßnahmen miteinander verbunden werden können. In der Summe gilt dann für ein Einfamilienhaus eine Höchstgrenze der förderfähigen Kosten von 90.000 Euro pro Kalenderjahr, vorausgesetzt, dass es einen individuellen Sanierungsfahrplan gibt und nach diesem handwerklich vorgegangen wird. Bisher lagen die maximal förderfähigen Ausgaben für alle Maßnahmen am Gebäude nach Angaben des Wirtschaftsministeriums bei 60.000 Euro pro Kalenderjahr.
Zum Zwecke der Förderung ist die Förderrichtlinie „Bundesförderung für effiziente Gebäude – Einzelmaßnahmen“ (BEG EM) novelliert und in der zweiten Dezemberhälfte des Jahres 2023 im Bundesanzeiger in ihrer überarbeiteten Form veröffentlicht worden. Für Förderanträge, die umweltfreundlicheres Heizen betreffen, ist ab dem 1. Januar 2024 nicht mehr das Bundesamt für Wirtschaft und Ausfuhrkontrolle (BAFA), sondern die Kreditanstalt für Wiederaufbau (KfW) zuständig. Die Zuständigkeiten sind damit zweigeteilt worden: die Beantragung der Einzelmaßnahmen für den Heizungstausch erfolgt bei der KfW, die Beantragung für weitere Effizienzmaßnahmen (Wärmedämmungen in Neubauten, wärmetechnische Sanierungen im Gebäudebestand, Optimierungen usw.) und für Gebäudenetzmaßnahmen beim BAFA.
Erwartetes Prozedere auf Seiten von Heizungsanlagenbesitzern für die Förderungsbewilligung durch staatliche Stellen im Vorfeld eines Förderantrags:
Um von den staatlichen Förderprogrammen im Zusammenhang mit der Wärmewende profitieren zu können, müssen Heizungsanlagenbesitzer einen zertifizierten Energieberater aufsuchen, der auf einer offiziellen Liste für Energie-Effizienz-Experten gelistet ist und der besagten Heizungsanlagenbesitzern jeweils einen „individuellen Sanierungsfahrplan“ (iSFP) für deren Wärmesanierung/Heizungsanlagenumbau erstellt. Der individuelle Sanierungsfahrplan stellt im Kern eine Art Arbeitsvorgangsfolgeschema für die mit den wärmetechnischen Umbauarbeiten befassten Handwerksbetriebe dar. Der Heizungsanlagenbesitzer holt für die Umsetzung des individuellen Sanierungsfahrplans in Teilen oder im Ganzen von Handwerksbetrieben Kostenvoranschläge ein. Hat dieser zufriedenstellende Kostenvoranschläge, die sämtliche Teile seines individuellen Sanierungsfahrplans abdecken, zusammenbekommen und ist dieser in der Lage, sein Vorhaben zu finanzieren, so kann er den diesbezüglichen Förderantrag stellen. Beim Einreichen eines Förderantrags bei einer zuständigen staatlichen Stelle wird von einem Heizungsanlagenbesitzer obligatorisch verlangt, dass dieser vorweisen kann, dass dessen Sanierungs- bzw. Umbaumaßnahme nach einem individuellen Sanierungsfahrplan vorgenommen wird. Der Antrag wird vor der Durchführung der Sanierungs- bzw. Umbaumaßnahme bei der staatlichen Stelle eingereicht, dann behördlich bewilligt sowie der bewilligte Umfang der staatlichen Förderung mitgeteilt und schließlich die Sanierungs- bzw. Umbaumaßnahme durch einen oder mehrere Handwerksbetriebe durchgeführt.
Heizungsanlagenbesitzer wissen oft nicht, ob die Angebote zu Wärmepumpenheizungen, die sie von Fachfirmen und Handwerksbetrieben bekommen, gut oder schlecht sind. Ohne Fachwissen sei man bei den aufgeführten Leistungen und Positionen schnell überfordert, so Vertreter des Verbraucherschutzes. Daher sei es wichtig, Angebote zu vergleichen und sich gut beraten zu lassen, so deren Empfehlung. Denn teils gebe es erhebliche Unterschiede bei den Angeboten, die Interessenten einer solchen Heizung erhalten. Berater der Verbraucherzentralen und Energieberater bieten vorgenannte Beratung an.
Anstieg der Zahl der Förderanträge:
Für die Zahl der Anträge, die bei der Kreditanstalt für Wiederaufbau für eine Heizungsförderung gestellt werden, sei ein Anstieg zu verzeichnen, verlautbarte das Bundeswirtschaftsministerium im Dezember 2024 gegenüber RTL und n-tv exklusiv. Stand 22. Dezember 2024 wurden laut Ministeriumsangaben seit Anlaufen der Förderung zur aktuellen Gebäudeenergiegesetz-Novellierung ab dem ersten Quartal 2024 rund 210.400 Anträge zum Heizungstausch bei der KfW gestellt. Die Anträge würden nahezu vollständig sofort bewilligt, heißt es weiter. „Das ist ein starker Anstieg, das Interesse an der Förderung wächst zunehmend. Die Bürgerinnen und Bürger nehmen wahr, welche Vorteile der Einbau einer modernen, emissionsarmen Heizung, ohne Gas und Öl, hat“, so Bundeswirtschaftsminister Robert Habeck. „Die Förderung beim Heizungstausch ist umfangreich. Wer weniger Einkommen hat, bekommt mehr Förderung. ... Insgesamt kann man sagen: Die Förderung für den Heizungstausch hat sich etabliert und sollte bleiben“, so der Minister.

#### Auswirkungen der gesetzlichen Regelungen auf Mieter
Das Gebäudeenergiegesetz soll Mieter schützen, wie es im Änderungsantrag der Ampel-Koalitionsfraktionen heißt. Bisher dürfen Vermieter maximal acht Prozent der Kosten für eine Modernisierungsmaßnahme auf die Jahresmiete umlegen. Im GEG ist nun eine neue Modernisierungsumlage verankert. Danach sollen Vermieter Investitionskosten für den Heizungstausch in Höhe von zehn Prozent auf den Mieter umlegen können. Voraussetzung ist, dass eine staatliche Förderung in Anspruch genommen und die Fördersumme von den umlegbaren Kosten abgezogen wurde. Dies soll den Vermietern Anreize zum Heizungstausch geben.
Zugleich gilt eine Kappungsgrenze: Die Monatsmiete soll sich durch eine neue Heizung nicht um mehr als 50 Cent je Quadratmeter Wohnfläche erhöhen dürfen. Kommen weitere Modernisierungsmaßnahmen hinzu, kann es wie bisher mehr werden.

### Öffentliche Rezeption der Neuregelungen
Entgegen dem Willen von mehreren Umweltverbänden sind im Wärmeplanungsgesetz in Müllverbrennungsanlagen generierte Wärme, die für Wärmenetze genutzt wird, als „erneuerbare Energie“ eingestuft worden. Von Umweltverbänden wird dies kritisch gesehen, da die Emissionen der Müllverbrennung das Klima belasten.
Kritisch äußerte sich auch die deutschen Umwelthilfe zu anderen Teilen des Wärmeplanungsgesetzes und zum Gebäudeenergiegesetz: während es bei der DUH für richtig befunden wird, die Kommunen zu einer Wärmeplanung zu verpflichten, wird es als kontraproduktiv bewertet, Holzverbrennung fürs Heizen per Gesetz durchgehen zu lassen. Auch das Erlauben von Wasserstoff-kompatiblen Erdgasheizungen in Bestandsbauten wird von der Deutschen Umwelthilfe kritisiert.
Der Städte- und Gemeindebund begrüßte, dass beim Gebäudeenergiegesetz – insbesondere bei Bestandsgebäuden – eine Verpflichtung erst dann entsteht, wenn die kommunale Wärmeplanung vorliegt. Dies bedeutet für einen beträchtlichen Teil der Kommunen, dass frühestens 2026 oder 2028 Maßnahmen ergriffen werden müssen. Zugleich forderte er vom Bund „eine nachhaltige Unterstützung“, damit auch die Kommunen die Wärmewende bei ihren eigenen 185.000 Gebäuden umsetzen können.
Wasserstoff-kompatible Erdgasheizungen müssen, wenn die Umstellung von Erdgas auf grünen Wasserstoff tatsächlich erfolgt, nachgerüstet werden. Aufgrund der sich abzeichnenden Kostenentwicklung beim Heizen mit Gas raten Verbraucherzentralen Immobilienbesitzern von der Anschaffung von neuen Gasheizungen in Haus oder Wohnung dringend ab. (In Frage kommende Alternativen sind in erster Linie Wärmepumpenheizungen oder – im Falle von Fern- oder Nahwärme – sogenannte Wärmeübergabestationen, ausgenommen bei kalter Nahwärme: im letzteren Falle sind wiederum Wärmepumpenheizungen die präferierte Anlagenkomponente.)
Mit Blick auf Wasserstoff-kompatible Erdgasheizungen warnte Bundeswirtschaftsminister Robert Habeck davor, den Verbrauchern „leere Versprechungen“ zu machen. Zunächst müsse „verlässlich geklärt werden, ob und wo Wasserstoff wirklich zum Heizen zur Verfügung steht“. Ansonsten stünden Verbraucher am Ende mit einer Wasserstoffheizung ohne Wasserstoff da. „Das würde sehr teuer“, so Habeck gegenüber der Frankfurter Allgemeinen Sonntagszeitung.

### Zukunftsperspektive „Wärmewende und Wasserstoffwirtschaft“

#### Grüner Wasserstoff
Der Begriff grüner Wasserstoff bezeichnet Wasserstoff, der mittels erneuerbaren Energien gewonnen worden ist. Zur Gewinnung wird der chemische Prozess der Wasserelektrolyse genutzt, der neben elektrischem Strom in Form von Ökostrom nur hochreines Wasser benötigt. Wasserstoff wird als zukünftig verstärkt zu nutzender chemischer Stoff und Energieträger gesehen, vorwiegend für industrielle Prozesse, dagegen nachrangig für Heizen und Warmwasserbereitung im Gebäudebereich.

#### Blauer Wasserstoff
Die in CCS-Projekten bislang untersuchten CCS-Verfahren bieten keine dicht unterhalb von 100 % liegenden Emissionsreduktionen durch Abscheidung, wie einem Bericht des britischen Institute for Energy Economics and Financial Analysis (IEEFA) entnommen werden kann: Bei 13 Leuchtturm-CCS-Projekten wird eine Emissionsreduktion durch Abscheidung von bis zu 90 Prozent angegeben – tatsächlich sind es jedoch oft zwischen zehn und 80 Prozent. Kein einziges der untersuchten CCS-Projekte hätte die angegebene Wirkung erreicht, heißt es in dem Bericht. Kohlendioxidabscheidung erweise sich als energieaufwändig. Durch die enormen Diskrepanzen zwischen Theorie und Realität in den projektspezifischen Kenndaten sind keine Einschätzungen darüber möglich, wie viel Emissionen schlussendlich eingespart werden können. Doch um klimaneutral zu werden, sei gleichwohl eine solche Einschätzung entscheidend. Aus dem IEEFA-Bericht wird deutlich, dass gemäß Realitätscheck durch das IEEFA-Institut die CCS-Verfahren eine zu erwartende Anwendungsreife noch nicht erreicht haben. Außerdem besitzen die mit der Herstellung von blauem Wasserstoff einhergehenden CCS-Verfahren Langzeitfolgekosten (sogenannte „Ewigkeitskosten“), die dann möglicherweise von den Gasversorgern auf den Steuerzahler abgewälzt werden, falls sie zur Anwendung kommen.

#### Wirtschaftlichkeit von Wasserstoff bei der Gebäudeheizung
Ein im Auftrag des Bundesministeriums für Wirtschaft und Klimaschutz erstelltes Gutachten unter Mitwirkung von neun Forschungseinrichtungen und Beratungsunternehmen (unter anderem der Deutschen Energie-Agentur und ifeu) befasste sich im März 2023 u. a. mit dem Einsatz von Wasserstoff zur Wärmeerzeugung in Gebäuden. Der hohe Strombedarf sei „der zentrale Nachteil von Wasserstoff gegenüber anderen Technologien“. Wasserstoff zur Erzeugung von Wärme zu nutzen, erfordere 6- bis 10-mal so viel Strom wie für Wärmepumpen benötigt würde. Technologischer Fortschritt würde auch keine wesentlichen Verbesserungen bringen, dafür verantwortlich seien „physikalische Grundgesetze (Hauptsätze der Thermodynamik)“. Wärmenetze, Solarthermie und „in geringem Umfang“ Biomasse seien ebenfalls der Nutzung von Wasserstoff im Wärmebereich vorzuziehen. Hohe Kosten für Verbraucher seien bei der Nutzung von Wasserstoff zu erwarten. Daher bedürfe es „eindeutiger Regelungen im Ordnungsrecht, welche unzureichende primärenergetische Effizienz in Gebäuden, wie bspw. beim Einsatz von Wasserstoff, unterbinden.“
Eine 2022 erschienene Übersichtsarbeit, die 32 unabhängige (d. h. nicht von Industrieverbänden oder -unternehmen in Auftrag gegebene) Studien analysierte, kam zu dem Ergebnis, dass emissionsarmer oder emissionsfreier Wasserstoff zwar massiv von der Gas- und Heizungsindustrie beworben und als Schlüsseltechnologie gepriesen werde, jedoch keine einzige der untersuchten Studien den großflächigen Einsatz von Wasserstoff zu Heizzwecken empfahl. Stattdessen kamen die Studien zu dem Ergebnis, dass Wasserstoff, verglichen mit anderen Alternativen, wie Wärmepumpen, Solarthermie oder Fernwärmenetzen teurer, ineffizienter und ressourcenintensiver sei und größere negative Umweltauswirkungen mit sich bringen würde. Insbesondere verursachten Wasserstoffheizungen aufgrund des um etwa um den Faktor fünf höheren Energieverbrauchs höhere Energiesystemkosten als die Alternativen; entsprechend beinhalteten sie höhere Gesamtkosten für Endverbraucher und benötigten mehr Energieinfrastruktur, erforderten einen höheren Ressourcenaufwand und verursachten mehr Flächenverbrauch. Auch würde sich durch sinkende Wasserstoffkosten durch günstigere Ökostromproduktion kein Vorteil ergeben, da dieser Vorteil genauso für Wärmepumpen gelte und damit das relative Kostenverhältnis der Technologien sich nicht verändere. Zwar könnte Wasserstoff eine ergänzende Rolle im Wärmesektor spielen, beispielsweise für Spitzenlasten in Wärmenetzen, die vorhandene Beleglage liefere jedoch keinen Grund für die Annahme, dass fossiles Erdgas 1 zu 1 durch Wasserstoff ersetzt werden solle. Im Gegenteil berge die Diskussion über zukünftige Wasserstoffheizungen die Gefahr, dass der Umstieg auf bereits heute verfügbare saubere Heiztechnologien, die schon heute Emissionen einsparen könnten, verzögert würde. Auch gebe es zahlreiche konkurrierende Wasserstoffgroßverbraucher z. B. in der Industrie, für die es kaum Alternativen zum Wasserstoff gebe, die daher Vorrang vor Heizungen haben sollten.

### Länder und Kommunen als Akteure im Wärmemarkt – ausgewählte Fallbeispiele

#### München
Die Stadtwerke München starteten bereits im Jahr 2008 eine langfristige Strategie zur Versorgung der Stadt München mit erneuerbarer Wärme. Die Stadt München finanziert die Strategie zum Voranbringen der Erneuerbaren durch deren Stadtwerke mit einem Budget von 9 Milliarden Euro. Dies ist der Teil der städtischen Strategie, bis 2035 klimaneutral zu werden.
Das Fernwärmenetz in München ist mit rund 900 Kilometern Länge eines der längsten Europas. Derzeit betreiben die SWM zwei Systeme bei ihrer Fernwärmeversorgung – das gewachsene Dampfnetz innerhalb des Mittleren Rings und die später entstandenen Heizwassernetze unter anderem in Sendling, Perlach und Freimann. Bis 2040 soll München die erste deutsche Großstadt werden, die ihre Fernwärme zu 100 Prozent aus erneuerbarer Energie gewinnt. Derzeit wird teilweise noch Kraft-Wärme-Kopplung genutzt. Für die Umstellung setzt das Unternehmen in erster Linie auf Geothermie. Die Stadtwerke München verfügen bereits über mehrere wärmeerzeugende Geothermie-Anlagen in der Stadt und im Großraum München.
Unter dem Münchner Stadtgebiet liegt die Temperatur des in einer wasserführenden Kalksteinschicht vorhandenen Thermalwassers zwischen 80 °C und 140 °C. In Sauerlach kann Wasser mit 140 °C aus 4.200 Meter Tiefe gepumpt werden. Aus dem Malm-Kalkstein kann an den genutzten Standorten ausreichend Thermalwasser gefördert werden, weil diese Bohrungen entweder an tektonische Störungen (Klüfte) oder an verkarstete Bereiche angeschlossen sind. Da diese Malmschicht von Norden nach Süden „einfällt“, also im Süden Münchens deutlich tiefer liegt, und das Grundwasser dementsprechend höhere Temperaturen hat, ist im Süden eine kombinierte Nutzung zur Strom- und Wärmeerzeugung (KWK) möglich, in Norden hingegen nur eine Wärmenutzung.
Die erste Geothermie-Anlage Münchens wurde 2004 in Riem in Betrieb genommen, die Riem und die Neue Messe München mit Wärme versorgt. Bei der Förderung wird ein aus zwei Bohrungen bestehendes Dubletten-System eingesetzt. Dabei wird dem Tiefenwasser, das mit einer Temperatur von 94 °C gefördert wird, Wärme entzogen, bevor es über die zweite Bohrung wieder zurückgeführt wird, sodass dem Untergrund kein Wasser entzogen wird.
Eine zweite Geothermie-Anlage in Sauerlach produziert neben Wärme auch Strom. Eine weitere Anlage in Freiham ist an das Fernwärmenetz der Innenstadt angeschlossen und versorgt weitere Gebiete über ein nachgelagertes Niedertemperaturnetz. Im April 2018 haben die Arbeiten für Deutschlands größte Geothermie-Anlage beim Heizkraftwerk Süd begonnen. Stand 2022 verfügen die Stadtwerke München über insgesamt sechs Geothermie-Anlagen.
Durch umfassende Investitionen ist ein Anschluss an das Fernwärmenetz der SWM in immer mehr Stadtteilen Münchens möglich. Seit November 2015 werden weitere Thermalwasserschichten unter dem Stadtgebiet erkundet. Es wird damit gerechnet, bis zu 16 weitere Geothermie-Anlagen errichten zu können.

#### Berlin
Auch Berlin hat eine Wärmestrategie verabschiedet, mit der das Land Berlin bis zum Jahr 2045 klimaneutral werden soll. Wesentlicher Bestandteil der Strategie ist die Wärme- und Kälteversorgung. Derzeit basiert die Berliner Wärmeversorgung zu 44 % auf Erdgas, zu 32 % auf Fernwärme, zu 17 % auf Öl, zu 6 % auf Strom, zu 1 % auf Erneuerbare Energien und zu <1 % auf Kohle. Dies soll bis 2045 umgestellt werden auf 44 % Fernwärme, 25 % Strom, 17 % Erneuerbare Energien und 14 % erneuerbares Gas. Die Fernwärme soll mit Abwärme, Abwasser, Flusswasser, Solarenergie und Geothermie grüner werden. Probebohrungen für Geothermie sind geplant.
Eine 2021 veröffentlichte Potenzialstudie des Fraunhofer-Instituts für Energiewirtschaft und Energiesystemtechnik (IEE) attestiert die technische Machbarkeit der dekarbonisierten Wärmeversorgung bereits bis 2030, da in Berlin und Brandenburg „erneuerbare Wärmepotenziale in einem ausreichenden Maße vorhanden seien“. Größte Anteile an einer erfolgreichen Wärmewende könnten demnach Abwärme aus Industrieprozessen und Rechenzentren (23,6 %), Gewässerwärme (12,9 %), Solar- (16,5 %) und Geothermie (30,7 %) aufweisen.

#### Niedersachsen
Um den Klimaschutz in Niedersachsen zu stärken, hat das Land im Jahr 2022 eine Novelle des Gesetzes zur Förderung des Klimaschutzes und zur Anpassung an die Folgen des Klimawandels verabschiedet. Ziel des Gesetzes ist es, durch die Festlegung von Zielen zur Reduzierung von Treibhausgasemissionen sowie durch die Entwicklung von Klimaanpassungsstrategien für Niedersachsen, zu den nationalen und internationalen Klimaschutzzielen beizutragen.
Dazu gehört langfristig auch der Anstieg des Anteils erneuerbarer Energien am Endenergieverbrauch im Wärmesektor. Dieser ist in Niedersachsen im Zeitraum von 2008 bis 2020 von 6,2 auf 8,2 Prozent angestiegen. Der restliche Anteil am Endenergieverbrauch im Wärmesektor fällt in Niedersachsen weiterhin auf fossile Energiequellen. In Wohngebäuden werden in Niedersachsen 70 % Gas, 18 % Heizöl, 6 % Fernwärme, 2 % Holz, 2 % Strom und 1 % Umweltwärme zur Beheizung verwendet (Stand 2019).
Die Wärmewende als wichtiges Element der Energiewende und damit des Klimaschutzes ist deshalb als integraler Bestandteil dieses Klimaschutzgesetzes in §20 ‚Wärmeplanung‘ verankert. Dies beinhaltet unter anderem die Pflicht für Mittel- und Oberzentren zur Erstellung einer kommunalen Wärmeplanung bis Ende 2026. Das Gesetz tritt am 1. Januar 2024 in Kraft.
Die Klimaschutz und Energieagentur Niedersachsen (KEAN) unterstützt die kommunale Wärmeplanung und definiert diese als einen „langfristige[n] und strategisch angelegte[n] Prozess mit dem Ziel einer weitgehend klimaneutralen Wärmeversorgung bis zum Jahr 2045“. Darüber hinaus ist die kommunale Wärmeplanung zuständig für die Koordination der Deckung des Wärmebedarfs aus nachhaltigen Quellen und stellt eine Basis für weitere Planungen in der Wärmeversorgung dar.

## Auswirkungen einzelner EU-Beschlüsse zur Energieversorgung von Gebäuden auf EU-Mitgliedsstaaten
Anfang Dezember 2023 hat die Europäische Union einen Kompromiss zur sogenannten EU-Gebäuderichtlinie EPBD („Energy Performance of Buildings Directive“) beschlossen. Die zuständigen Entscheidungsträger der EU haben darin unter anderem festgelegt, wie weit eine Sanierungspflicht auch für private Wohnimmobilien in Europa reichen soll. Unterhändler des Rats der Mitgliedsstaaten und des EU-Parlaments einigten sich am 7. Dezember 2023 in Brüssel auf die Details der lange umstrittenen Gebäuderichtlinie, die im Sinne des Klimaschutzes für mehr Energieeffizienz im Gebäudesektor sorgen soll. Anders als im Vorfeld des Beschlusses befürchtet, wird es im Gesetz keine individuelle Sanierungsverpflichtung für Besitzer bestehender privater Eigenheime geben. Stattdessen bekommen die Mitgliedsstaaten großen Spielraum, das Erreichen festgelegter Energieziele in eigener Regie zu organisieren. Das Plenum des EU-Parlaments in Straßburg hat am 12. März 2024 die EU-Gebäuderichtlinie mit einer Mehrheit von 370 Fürstimmen zu 199 Gegenstimmen (bei 46 Enthaltungen) angenommen. Der Rat der Europäischen Union hat am 12. April 2024 final darüber abgestimmt und die EU-Gebäuderichtlinie gebilligt; der Rechtsakt erfolgte am 24. April 2024, sodass die EU-Gebäuderichtlinie ab dem 14. Mai 2024 schrittweise in Kraft treten kann. In den einzelnen EU-Staaten muss die Richtlinie bis zum 14. Mai 2026 in nationales Recht gegossen worden sein.
Die EU-Gebäuderichtlinie EPBD legt Mindestanforderungen an die Gesamtenergieeffizienz von neuen und renovierten Gebäuden und einen Rahmen zur Berechnung der Gesamtenergieeffizienz von Gebäuden fest. Der gesamte Immobiliensektor muss künftig bestimmte Energievorgaben erreichen. Hauptziel der neuen Richtlinie: Bis 2030 sollen alle Neubauten emissionsfrei sein. Bis 2050 muss der gesamte Gebäudebestand in emissionsfreie Gebäude umgewandelt sein, wie die spanische Ratspräsidentschaft nach der Einigung am 7. Dezember 2023 berichtete. Der durchschnittliche Primärenergieverbrauch des Wohngebäudebestandes muss demnach bis 2030 um 16 % und bis 2035 um 20 … 22 % gesenkt werden. Basis für die Minderung ist das Jahr 2020. Bei den Nichtwohngebäuden werden andere Vorgaben gemacht: Bis 2030 müssen die untersten 16 % der Nichtwohngebäude mit der schlechtesten Energiebilanz – wie etwa Bürogebäude und Schulen und dergleichen mehr – saniert werden, bis 2033 die untersten 26 %. Bestimmte Kategorien von Wohn- und Nichtwohngebäuden einschließlich historischer Gebäude, des Weiteren etwa auch Ferienhäuser, können von diesen Verpflichtungen ausgenommen werden. Das Gesagte setzt stillschweigend voraus, dass die Verantwortlichen in den EU-Mitgliedsstaaten über die Energiedaten von sämtlichen Nichtwohngebäuden auf ihrem jeweiligen Territorium verfügen, um deren Gesamtenergieeffizienz im Einzelnen überhaupt feststellen, beurteilen und die Energieverbrauchssenkung der Gebäude mit der schlechtesten Energiebilanz umsetzen zu können.
Die EPBD sieht vor, dass alle EU-Mitgliedsstaaten bis Ende 2025 jeweils einen Entwurf für einen „Nationalen Gebäuderenovierungsplan“ (als Ersatz für die bislang vereinbarte „Renovierungsstrategie“) vorlegen müssen. Gemäß Vorgaben soll der endgültige nationale Gebäuderenovierungsplan spätestens am 1. Januar 2027 in Kraft treten.
Vereinbart ist auch der Ausstieg aus Heizungen mit fossilen Brennstoffen: In die nationalen Gebäuderenovierungspläne soll ein Fahrplan für den Ausstieg aus Heizkesseln mit fossilen Brennstoffen bis 2040 aufgenommen werden. Zudem wird in der EU-Gebäuderichtlinie der Einsatz von Solarenergie auf Neubauten und bestimmten bestehenden Nicht-Wohngebäuden gefordert, wo dies technisch, wirtschaftlich und praktisch machbar ist. Neubauten müssen zudem „solar-tauglich“ („solar-ready“) gestaltet werden.
Eine Sanierungsoffensive gilt als entscheidender Faktor, um die Klimaziele der EU zu erreichen. Da es nicht für alle Gebäude Sanierungsvorgaben geben wird, sind die Mitgliedsländer aufgefordert, ihre öffentlichen Gebäude dafür zu priorisieren. Bundesbauministerin Klara Geywitz hat bereits den besonderen Bedarf an Schulsanierungen hervorgehoben – und bekommt dafür Unterstützung von einem Bündnis aus Sozialverbänden, Gesundheits- und Umweltorganisationen.

## Wärmewende in Frankreich
Auch in Frankreich beruht die Wärmeproduktion größtenteils auf fossilen Energien. 2024 betrug der Anteil erneuerbarer Energien und Abwärme in Frankreich 29,6 %. In Frankreich zielt das Energiewendegesetz LTECV darauf ab, bis 2040 einen Anteil von 38 % erneuerbarer Energien und Abwärme für die Wärmeproduktion zu erreichen.
Derzeit gibt es in Frankreich 1 000 Wärmenetze mit einer Gesamtlänge von 7 046 km. Das Energiewendegesetz von 2015 und das Energie-Klima-Gesetz von 2019 haben die Verpflichtung zur Erstellung von Leitplänen für städtische Wärme- und Kältenetze (SDRCU) eingeführt. Diese Pläne ermöglichen die strategische Zukunftsplanung bestehender Netze, indem sie den Energiemix, die Ausbauziele und die Tarifentwicklung festlegen. Das Vorliegen eines solchen Leitplans ist Voraussetzung für eine Förderung durch den Fonds Chaleur. Die Erstellung eines SDRCU ist für alle öffentlichen Wärmenetze innerhalb von fünf Jahren nach Inbetriebnahme verpflichtend. Im Jahr 2018 hatten etwa zwei Drittel der französischen Gemeinden einen SDRCU erstellt. Es gibt bisher keine Verpflichtung oder Frist für die Erstellung kommunaler Wärme- und Kältepläne in Frankreich. Dies wird sich – vor dem Hintergrund der Ende 2023 veröffentlichten Novelle der EU-Energieeffizienzrichtlinie (Art. 25) - bis Oktober 2025 absehbar ändern, da diese eine Verpflichtung zur kommunalen Wärme- und Kälteplanung für alle Kommunen mit 45 000 Einwohnern und Einwohnerinnen vorsieht. Die Richtlinie ist bis Oktober 2025 im nationalen Recht der Mitgliedsländer verpflichtend umzusetzen.

## Wärmewende in der Schweiz
Wie Deutschland setzt auch die Schweiz in ihrer Energiestrategie 2050 auf die Kernelemente Energieeffizienz, Ausbau Erneuerbarer Energien und Atomausstieg. Wie in Deutschland gibt es Förderprogramme für die Nutzung Erneuerbarer Wärme.
Schweizer Gemeinden können (oder müssen in gewissen Kantonen, zumindest ab einer bestimmten Größe) jedoch durch eine räumliche Energieplanung ihre energetische Entwicklung strategisch planen. Großstädte wie Zürich erstellen somit eine aufwändige räumliche Energieplanung, die in dem Ausbau von Wärme- und Kältenetzen in Gebieten mit hoher Wärmeabnahmedichte mündet, die bestmöglich verfügbare Erneuerbare Energieträger und Abwärme nutzen.
Der ''Verband Fernwärme Schweiz'' veröffentlichte 2008 eine aufwändige Studie namens Weissbuch Fernwärme Schweiz mit „Langfristperspektiven bis zum Jahr 2050 für erneuerbare und energieeffiziente Nah- und Fernwärme“ in der Schweiz. Dabei wurden mögliche Quellen erneuerbarer Energien und Abwärme mit dem Wärmebedarf von potentiellen Nah- und Fernwärmeversorgungen nach ihrer geografischen Lage in einem geografischen Informationssystem verknüpft. Als mögliche Wärmequellen wurden berücksichtigt:
- Kehrichtverbrennungsanlagen (KVA)
- Abwärme industrieller Prozesse (AW)
- Grundwasser (GW)
- Abwasserreinigungsanlagen (ARA)
- Seen
- Flüsse
- Holz
- Tiefengeothermie

Die Studie kommt zu dem abschließenden Ergebnis, dass mit geeigneten Rahmenbedingungen 38 % des Schweizer Komfort-Wärmebedarfs mit erneuerbarer Nah- und Fernwärme gedeckt werden könnten.
Derzeit wird jedoch nur 8 % des Schweizer Wärmebedarfs mit Fernwärme gedeckt; allerdings werden die Schweizer Wärmenetze mit durchschnittlich über 75 % erneuerbaren Energieträgern und Abwärme gespeist. Insgesamt beträgt der Anteil Erneuerbarer Energien an der Wärmeerzeugung in der Schweiz immerhin 22,8 %. Fast zwei Drittel der Wohnungen werden jedoch mit Öl und Gas beheizt.
Eine 2022 veröffentlichte Studie von EMPA und Universität Genf kommt zu dem Schluss, dass die Elektrifizierung der Wärmeversorgung in jedem erwogenen Szenario das höchste Klimaschutzpotential darstelle. Wirkungsgrade und vorübergehende Umstellungen beeinflussten die Schlussfolgerung nicht.